# Чемерен
Чемерен, още Чамерен или Чамерли (на гръцки: Πεύκα, Пефка), е село в Западна Тракия, Гърция в дем Дедеагач

## География
Селото е разположено в нисък и плодороден район между градовете Дедеагач и Фере.

## История
В XIX век Чемерен е българско село във Ференската кааза в Одринския вилает на Османската империя. Според „Етнография на вилаетите Адрианопол, Монастир и Салоника“, издадена в Константинопол в 1878 година и отразяваща статистиката на населението от 1873 година, Чемерен (Tchemeren) има 45 домакинства и 200 жители българи.
Според статистиката на професор Любомир Милетич в 1912 година в Чемерен има 65 екзархийски български семейства.